# Стефан Вендорф
Стефан Вендорф (нар. 17 квітня 1895, Київ — пом. 1 серпня 1969, Гданськ) — капітан адміністрації Війська Польського, кавалер ордену «Virtuti Militari», заступник лодзінського воєводи, морський староста.

## Біографія
Стефан Вендорф був сином Кароля Вендорфа, учасника Січневого повстання, та Олександри, уродженої Гарбовецької. Дитинство провів у маєтку Голинка. Дитинство пройшло в маєтку Голинка. Згодом жив з матір'ю у Варшаві, де закінчив підготовчу школу ім. Кароля Шульца, а потім у 1912 році — Комерційну школу Купецької конгрегації, після чого виїхав до Швейцарії, де вступив до Вищої комерційної школи в Санкт-Галлені, яку закінчив, склавши частину іспитів, коли повернувся до Польщі через початок Першої світової війни. Крім того, він був активним членом Союзу активної боротьби та був елевом у військовій школі в Стружі.
Під час Першої світової війни вступив до 1-го уланського полку польських легіонів і воював як рядовий. У серпні 1915 року був двічі поранений під час бою. У 1917 р. інтернований у Щипйорно, звідки був звільнений у 1918 році. Після звільнення повернувся до Варшави і, намагаючись завершити перерване навчання, вступив на юридичний факультет Варшавського університету, який не закінчив через вступ до польської армії у листопаді 1918 року у чині підпоручика до 1-го кавалерійського полку Юзефа Пілсудського, в якому служив до 1920 року. У 1922 році через поганий стан здоров'я, спричинений пораненнями, отриманими під час бою, був переведений до Головного військового контролю (пізніше — Контрольного корпусу Міністерства військових справ), де служив старшиною і писарем, паралельно завершуючи освіту у Варшавській вищій школі економіки. Перевірочна комісія присвоїла йому звання капітана зі старшинством від 30 червня 1919 року. 9 вересня 1926 року він був переведений у звання підофіцера терміном на дванадцять місяців без призову до армії. 11 жовтня 1928 року звільнений у запас.
У 1926 році Вендорф влаштувався на роботу до воєводського управління в Бресті-над-Бугом, а потім до окружного управління в Лунинці. У квітні 1928 року став старостою Столинського повіту. З 1930 року — брестський староста. У 1932 році був переведений на посаду старости Морського повіту у Вейгерово. У 1936 році його перевели до Лодзі на посаду заступника воєводи Лодзі. Під час перебування в Лодзі Вендорф був членом Асоціації польських легіонерів і Стрілецького союзу, президентом Асоціації пожежних команд Лодзинського воєводства, головою Пожежної команди Лодзинського воєводства, а до 1937 року — президентом Лодзинського відділення Морської та колоніальної ліги. У 1938 році пішов у відставку з адміністративної посади. У січні 1939 року став керівником філії швейцарської меблевої компанії «Thonet-Mundus» у Більську-Бялій.
У вересні 1939 року зголосився на військову службу, але не був призваний до жодного формування. Разом із сім'єю переїхав до Любліна, де працював спочатку в Люблінському сільськогосподарському синдикаті, а потім продавцем у крамниці. На зламі 1940 і 1941 років вступив до Армії Крайової, у складі якої був делегований для роботи в структурах Люблінського урядового представництва для Польщі, де був начальником адміністративного відділу і радником урядового представника у Любліні. У липні, після закінчення боїв за Люблін, згідно з його наказом, здався радянським військам, які увійшли до Любліна. Був заарештований НКВС і утримувався в таборах на території СРСР, зокрема у Києві, таборі НКВС № 179 у Дягілєві та таборі для військовополонених НКВС у Грязовці. Повернувся до Польщі в листопаді 1947 року, тоді ж був відправлений до транзитного табору в Білій Підляській як репатріант. У лютому 1948 р. разом з родиною переїхав з Любліна до Гдині, де оселився на вул. Миколая Рея, 20 і влаштувався на роботу в Балтійське морське пароплавство, де працював до 1950 р. У 1950—1951 рр. працював діловодом у відділі контролю якості філії Державного підприємства «Полкарго» у Гдині. Після цього періоду працював на випадкових і тимчасових засадах, не міг знайти постійної роботи і регулярно піддавався перевіркам і допитам в Управлінні безпеки. Труднощі з працевлаштуванням та регулярні перевірки мали політичний характер, про що Вендорф повідомив у листі Відділу кадрів Міністерства зовнішньої торгівлі до Комісії з реабілітації ДП «Полкарго» у 1957 р. У 1956 р. він влаштувався на роботу до Ремісничого перукарського кооперативу у Ґданську.
31 липня 1969 року потрапив у нещасний випадок під час виходу з поїзда. Помер 1 серпня 1969 року в міській лікарні Ґданська.
Похований на Вітомінському цвинтарі у Гдині.
Стефан Вендорф був одружений з Геленою, уродженою Малушицькою (1900—1969), від якої мав доньку Анну Вендорф-Вічерську (1925—2010), віце-президента Сопота. Подружжя одружилося у 1919 році в Бористенові.
У 2018 році на Вітомінському цвинтарі було відкрито меморіальну дошку на честь Стефана Вендорфа.

## Нагороди
- Срібний хрест ордена Virtuti Militari № 5452 — 17 травня 1922 [9][10]
- Хрест Незалежності[11]
- Офіцерський хрест ордена Відродження Польщі (1930)
- Хрест Хоробрих двічі[11]
- Золотий Хрест Заслуги (1937)
- Пам'ятна медаль учаснику війни 1918-1921 років[12]
- Медаль «Десятиліття здобутої незалежності» (1928)[12]
- Бронзова медаль за вислугу років (1938)[2]
- Знак 1-го кавалерійського полку Юзефа Пілсудського
- Пам'ятний знак Литовсько-Білоруського фронту[12]
- Золотий нагрудний знак «За самовіддану працю» (1931)